# آنتونی بلکبرن
آنتونی بلکبرن (انگلیسی: Anthony Blackburn؛ زادهٔ ۱۸ january ۱۹۴۵ (۸۰ سال)) فرد نظامی اهل بریتانیا است. وی همچنین برندهٔ جوایزی همچون نشان سلطنتی ویکتوریایی و نشان حمام شده‌است.